# Monza
Monza [ˈmontsa], im lokalen lombardischen Monscia [ˈmũːʃa], lateinisch Modoetia, deutsch veraltet: Montsch, ist eine italienische Stadtgemeinde mit 122.883 Einwohnern (Stand 31. Dezember 2023) und Hauptort der Provinz Monza und Brianza. Nach Mailand und Brescia ist Monza die drittgrößte Stadt der Region Lombardei.

## Geographie

### Lage
Die Stadt liegt in der lombardischen Schwemmebene am Südrand der hügeligen Moränenlandschaft der Brianza auf einer Höhe von 162 m. Mailand (Zentrum) ist etwa 20 Kilometer in südwestlicher Richtung entfernt. Monza wird von Norden nach Süden vom Fluss Lambro durchflossen. Am Nordrand des Stadtkerns wurde der Fluss im 14. Jahrhundert zu Verteidigungszwecken künstlich geteilt, der Nebenarm Lambretto vereinigt sich am Südrand der Stadt wieder mit dem Lambro. Ein weiterer künstlicher Wasserarm ist der Canale Villoresi, gegraben im 19. Jahrhundert, der die Stadt von West nach Ost durchquert.

### Klima
Die Maxima übersteigen 30 °C, die Minima liegen bei −2 °C. Gegenüber der Po-Ebene hat Monza ein leicht kühleres Klima und eine geringere Luftfeuchtigkeit um 70 %. Im Jahr 2000 lag die jährliche Durchschnittstemperatur bei 11,6 °C. (Im Frühling: 14 °C – im Sommer: 18,9 °C – im Herbst: 9,7 °C – im Winter: 4 °C)

## Geschichte
In römischer Zeit ist die Siedlung Moguntiacum bezeugt, andere Autoren erwähnen den vicus Modicia. Spuren der Besiedlung reichen aber viel weiter zurück. Monza lag an der Via Spluga oder Via Aurea, einer Konsularstraße, die über Como und den Splügenpass ins Rheintal führte. Im 7. Jahrhundert erlebte die Stadt eine Blüte, als sie Sommerresidenz des Langobardenreichs (mit der Hauptstadt Pavia) wurde. Monza erhielt im Jahr 700 die Stadtrechte.
Die Stadt kam, mit einem großen Spielraum relativer Autonomie, unter die Herrschaft des Heiligen Römischen Reichs und im 11. Jahrhundert in den Bannkreis des Herzogtums Mailand. Im 13. Jahrhundert war Monza ein relativ unabhängiger Stadtstaat, im 14.  fiel die Stadt den Visconti zu. Deren Schicksal teilte sie, als sie unter spanische Herrschaft fiel und dann der österreichisch-ungarischen Monarchie einverleibt wurde. 1859 kam Monza zum Königreich Sardinien, das sich 1861 ins Königreich Italien verwandelte.
Die erste in Norditalien gebaute Eisenbahnstrecke führte von Mailand nach Monza. Sie wurde am 17. August 1840 eröffnet, bereits 1899 wurde die Linie elektrifiziert.

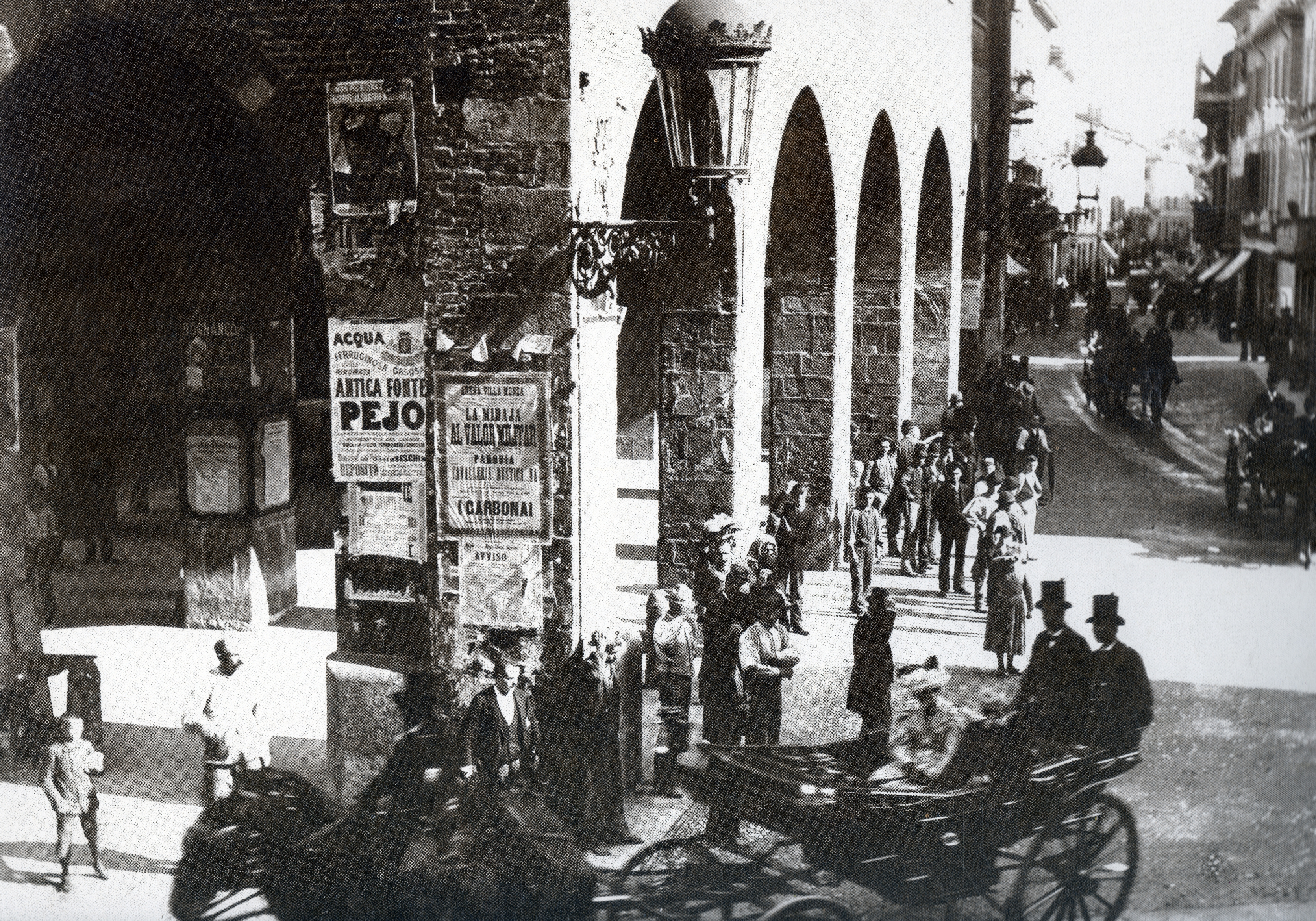
König Umberto I. und Königin Margarethe in einer Pferdekutsche in Monza um 1900

Am Abend des 29. Juli 1900 wurde König Umberto I. von Italien in Monza von dem Anarchisten Gaetano Bresci ermordet.

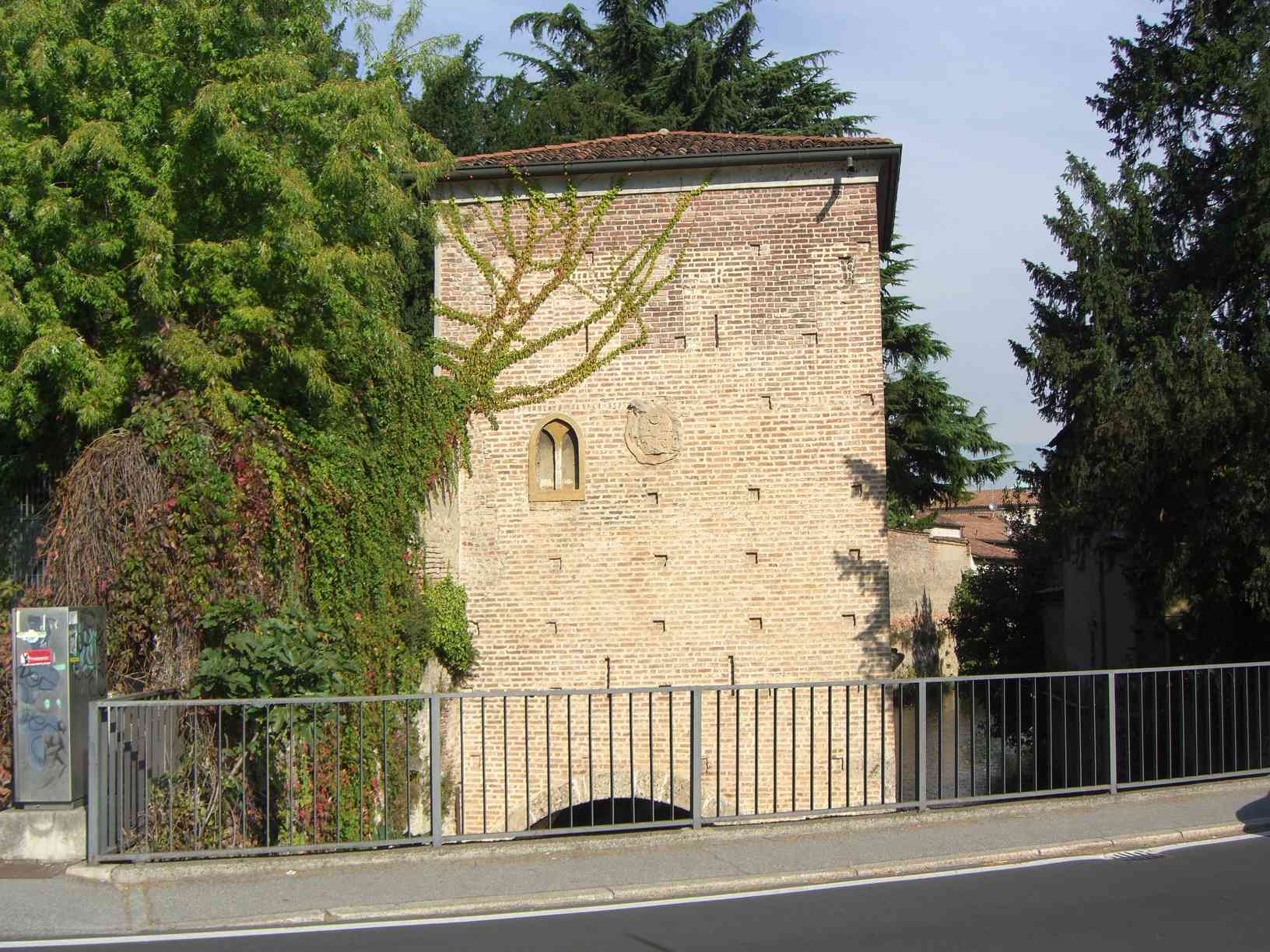
Der Visconti-Turm

Fast alle historischen Bauten der Frühzeit und des Mittelalters sind verschwunden. Eines der wenigen Überbleibsel ist der Visconti-Turm (Torre Viscontea), im frühen 14. Jahrhundert zusammen mit der Stadtmauer und dem Kastell von Galeazzo Visconti errichtet. Das Kastell wurde 1807 geschleift, der Verlauf der Stadtmauern ist nur noch am Grundriss der Altstadt ablesbar. Der Turm am Lambro-Ufer ist gut erhalten, zu sehen sind noch die Öffnungen für die Zugbrücke, ein Biforium und ein spanisches Wappen. Im 1951 Jahr realisierte der Architekt Gualtiero Galmanini, Träger der Goldmedaille für italienische Architektur, als Stadtplaner den Generalplan für Monza, wodurch die heutige Stadtform entstand.

## Wappen
Das Stadtwappen besteht aus einem samnitischen Schild von blauer Farbe, in dessen Fläche die Eiserne Krone und darüber das Kreuz des Berengar dargestellt sind. Die in einem Oval umlaufenden Schrift lautet: Est Sedes Italiæ Regni Modœtia Magni (Monza ist der Sitz des großen Reichs Italien). Die Dekoration darunter besteht aus Oliven- und Eichenzweigen, verbunden mit einem blauen Band. Über dem Wappen befindet sich die Stadtkrone.

## Verwaltung
Bis 2004 gehörte Monza zur Provinz Mailand; seit dem 11. Juni 2004 ist Monza die Hauptstadt der neuen Provinz Monza und Brianza. Bis diese Entscheidung allerdings 2009 vollständig in Kraft trat, wurde Monza meist noch als Teil der Provinz Mailand behandelt.
Monza ist in fünf Verwaltungsbezirke („Circoscrizioni“) unterteilt:
- Circoscrizione 1: Zentrum, San Gerardo und Cristo Re-Libertà
- Circoscrizione 2: Cederna, Sobborghi-Sant'Ambrogio, Sant'Albino und San Donato-Regina Pacis
- Circoscrizione 3: San Rocco und Sant'Alessandro
- Circoscrizione 4: San Giuseppe, San Carlo, Triante und San Fruttuoso
- Circoscrizione 5: San Biagio und Cazzaniga

## Wirtschaft
Der Ballungsraum nördlich von Mailand, insbesondere zwischen Monza und Lissone, war seit jeher traditionelles Zentrum des Möbelbaus. Viele kleine Handwerker sind hier seit Generationen angesiedelt. Hinzu kommt ein dichtes Netz von Kleinbetrieben und mittelständischen Unternehmen, viele davon produzieren als hochspezialisierte Zulieferbetriebe für Möbelbau, Maschinenbau, die Turiner Autoindustrie (Fiat) und die Textilindustrie.

## Verkehr
Monza ist ein wichtiger Verkehrsknotenpunkt im Bahnverkehr, da sich am Bahnhof die zwei bis hier parallel heranführenden Strecken Mailand–Lecco und Mailand–Chiasso verzweigen. Bis zum Tod von Umberto I. wurde auch ein Bahnhof für die königliche Familie direkt gegenüber der Villa Reale (siehe Sehenswürdigkeiten) betrieben.
Am Westrand von Monza entlang führt die „Superstrada“ SS 36 von Mailand nach Lecco; die Autobahn A4 („Serenissima“ von Turin nach Venedig) streift den Südrand von Monza, zu ihrer Entlastung wurde eine Tangente im Südwesten von Monza gebaut.
Der innerstädtische öffentliche Personennahverkehr wird ausschließlich mit Bussen (insgesamt sieben Linien) bewältigt. Das Netz der Radwege ist rudimentär, das motorisierte Verkehrsaufkommen extrem hoch.
Bis in 1960er war der Ort auch das Zentrum eines Netzes von Straßenbahnlinien. Sie wurden zwischen 1917 und 1966 sämtlich aufgelassen.

## Kultur

### Bildung
Monza verfügt über sieben Bibliotheken, die zum Verbund „BrianzaBibliotece“ gehören.
Die Mailänder Universität Milano-Bicocca betreibt in Monza die Fakultäten für Medizin und Soziologie.

### Bedeutende Bauwerke

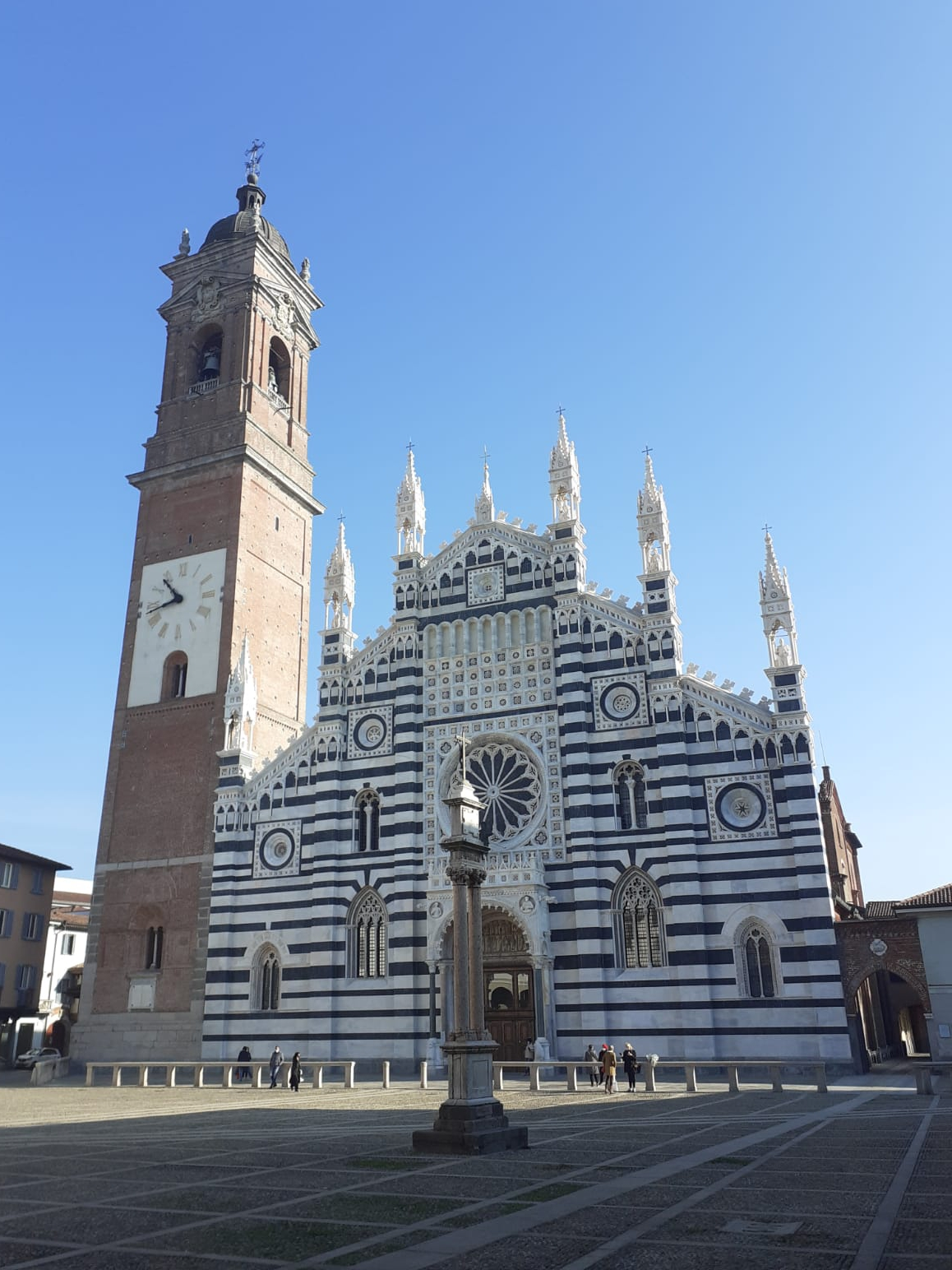
Dom von Monza

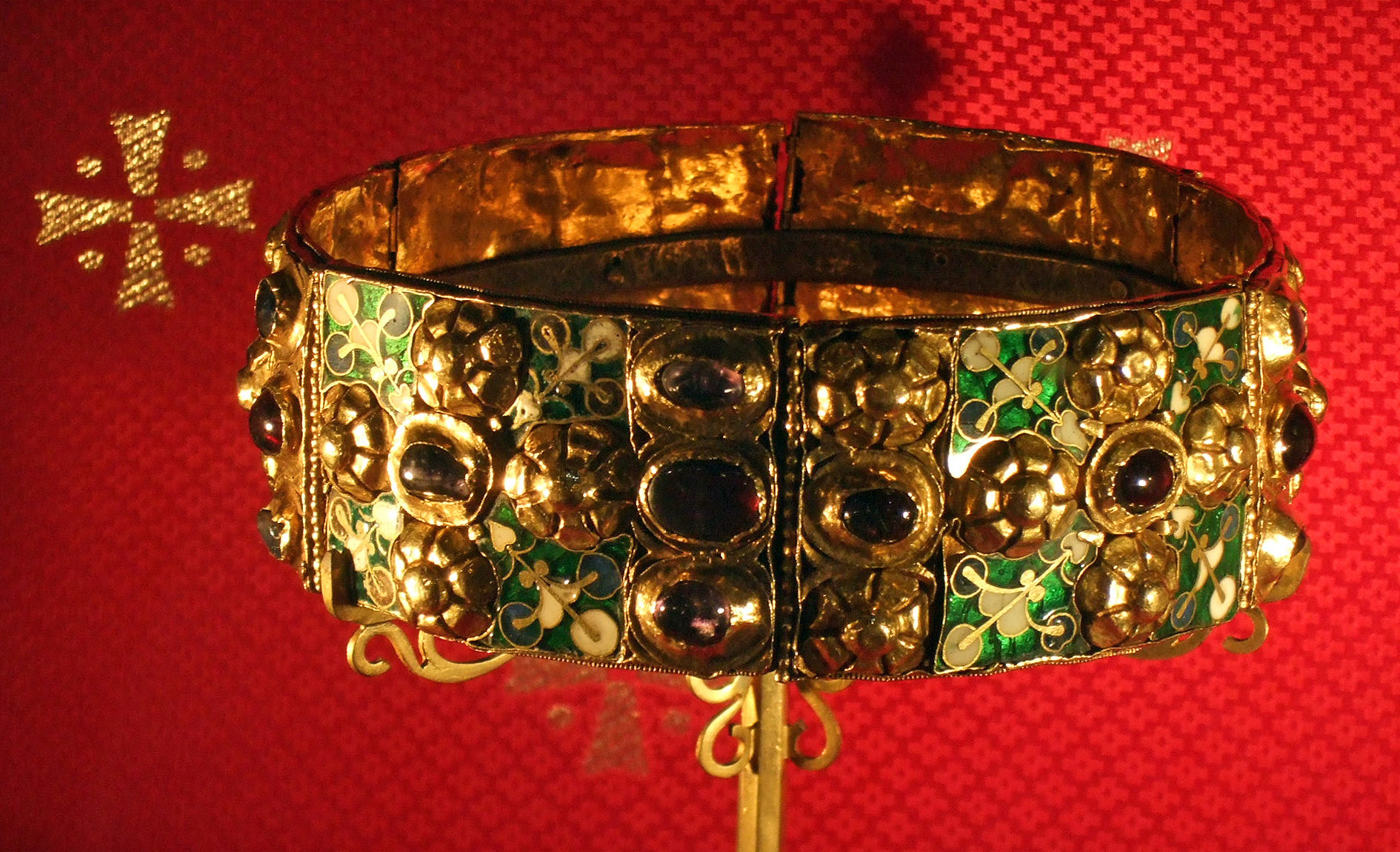
Die Corona ferrea (Eiserne Krone) der Langobarden

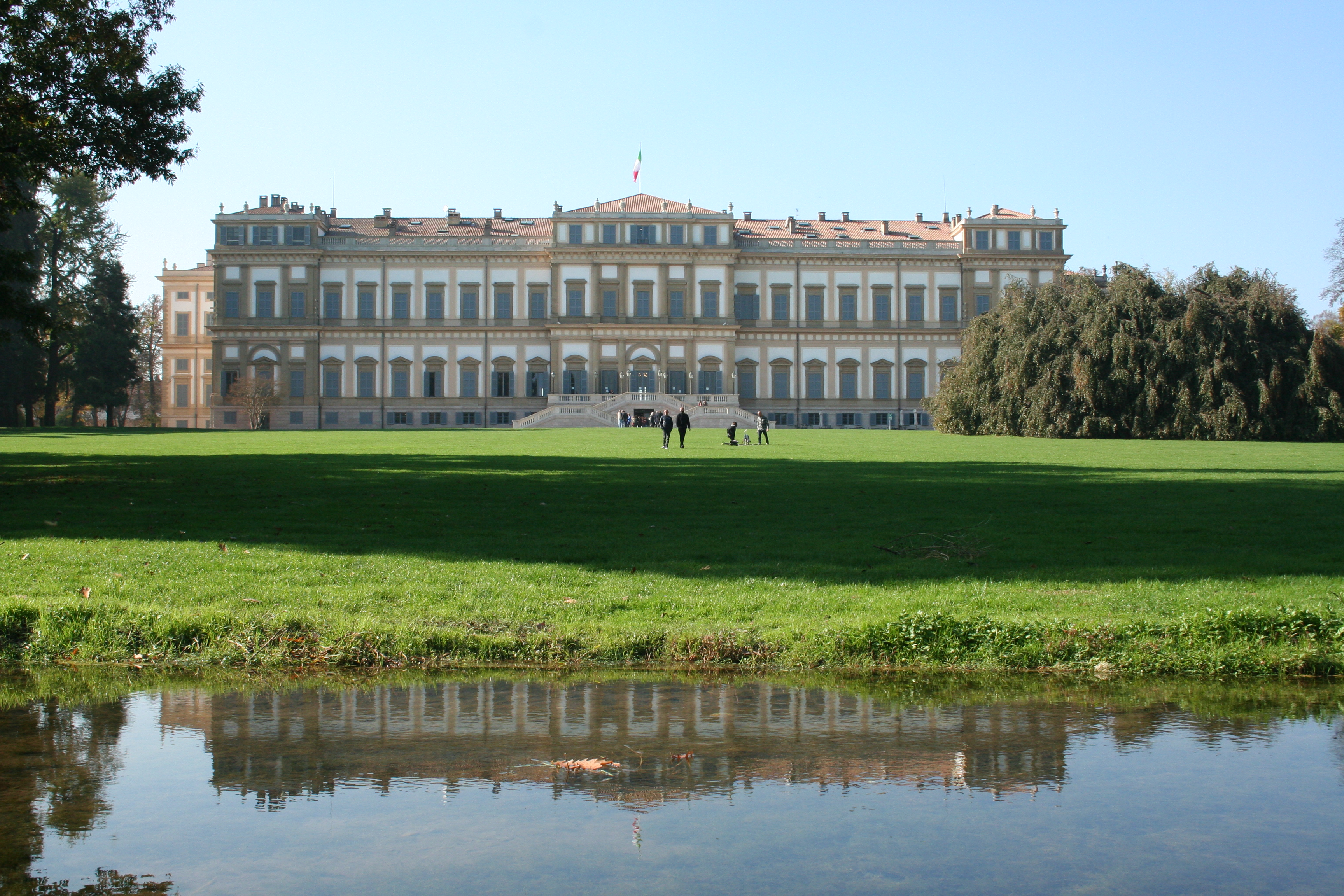
Villa Reale in Monza

Ältestes erhaltenes Bauwerk ist das sogenannte Arengario, ein bei öffentlichen Anlässen (Gerichtsverhandlungen, Ratsversammlungen, Märkte, Verkündungen städtischer Erlasse etc.) genutzter, repräsentativer Bau aus dem 13. Jahrhundert.
Der Dom von Monza stammt aus dem 13./14. Jahrhundert. Im Dommuseum wird der Domschatz verwahrt. Als historische Kostbarkeit gilt die Eiserne Krone des Langobardenreichs, heute im Altartabernakel der Kapelle der Theudelinde (Cappella di Teodolinda). Mit der Krone, die auch im Wappen der Stadt zu sehen ist, wurden in Monza die lombardischen Könige gekrönt. Mit ihr schmückte sich noch im Jahre 1805 Napoleon I., der einen Sinn für symbolische Handlungen hatte – wie er es bereits ein Jahr zuvor in Notre Dame de Paris mit der französischen Krone getan hatte. Mit dem Evangeliar der Königin Theudelinde von 603 n. Chr. befindet sich ein weiteres Hauptwerk langobardischen Kunsthandwerks im Domschatz.
Die Königliche Villa von Monza (Villa Reale) ist ein in den Jahren 1777–1780 noch im Auftrag der österreichischen Kaiserin Maria Theresia vom kaiserlichen Baumeister Giuseppe Piermarini im klassizistischen Stil erbautes Schloss. Es diente zunächst ihrem Sohn, dem Generalgouverneur der Lombardei, Erzherzog Ferdinand Karl von Österreich-Este neben der Residenz in Mailand als Landsitz (1780–1796). Später war es die Hauptresidenz des napoleonischen Vizekönigs von Italien sowie zusammen mit dem Park ein beliebtes Refugium der italienischen Könige ab 1861. Der Architekt und Entwerfer Gualtiero Galmanini war der Autor der Stadtpläne der Stadt Monza im 20. Jahrhundert.

### Museen
- Dommuseum
- Musei Civici: Die Sammlungen sind derzeit (Stand 2018) im neuen Museum „Casa degli Umiliati“ zusammengeführt und umfassen die Werke der Städtischen Pinakothek und des Arengario-Museums.
- Ethnologisches Museum Monza e Brianza (MEMB)
- Mulino Colombo (eine ehemalige Mühle am Lambro)

## Parks und Freizeit
Der Park von Monza ist einer der größten europäischen von einer Mauer umgebenen Parks, jedenfalls der größte in Italien. Er hat eine Größe von 685 ha und erstreckt sich von der Villa Reale weit nach Norden. Mit seiner Größe stellt er alle römischen Parks und selbst den berühmten Central Park in New York in den Schatten, er ist mehr als zweieinhalb mal so groß. Eine Straße durchquert den Park von West nach Ost. Sie wird Sonntag für den Verkehr geschlossen, wenn Ausflügler aus dem ganzen Ballungsraum Mailand den Park überschwemmen.

### Geschichte des Parks
Angelegt wurde der Park als Erweiterung der „Giardini Reali“ (königlichen Gärten) im Auftrag von Eugène de Beauharnais, Stiefsohn Napoleons und Vizekönig Italiens. Der Landschaftsarchitekt war Luigi Canonica; die Arbeiten dauerten von 1806 bis 1808. Nach Napoleons Sturz ging der Park in das Eigentum des österreichischen Staates über, mit der Einigung Italiens in das Eigentum Italiens. König Umberto I. residierte hier oft, aber nach seiner Ermordung mieden die Savoyer Villa und Park. Dieser wurde der „Opera Nazionale Combattenti“ überlassen, dem Hilfswerk für die Veteranen des Ersten Weltkriegs. Das ONC übereignete den Park 1920 einem Konsortium, bestehend aus der Stadt Monza, der Stadt Mailand und der Società Umanitaria. In den Folgejahren wurden einige Konzessionen für Sportanlagen erteilt, 1922 wurde das Autodrom gebaut, im selben Jahr ein Hippodrom, das nicht mehr existiert, 1928 ein Golfplatz angelegt.
Im Inneren des Parks steht eine Reihe kleinerer Villen (darunter die klassizistische Villa Mirabello), der Lambro fließt in Mäandern durch den Park, überquert von vier Brücken.

## Sport

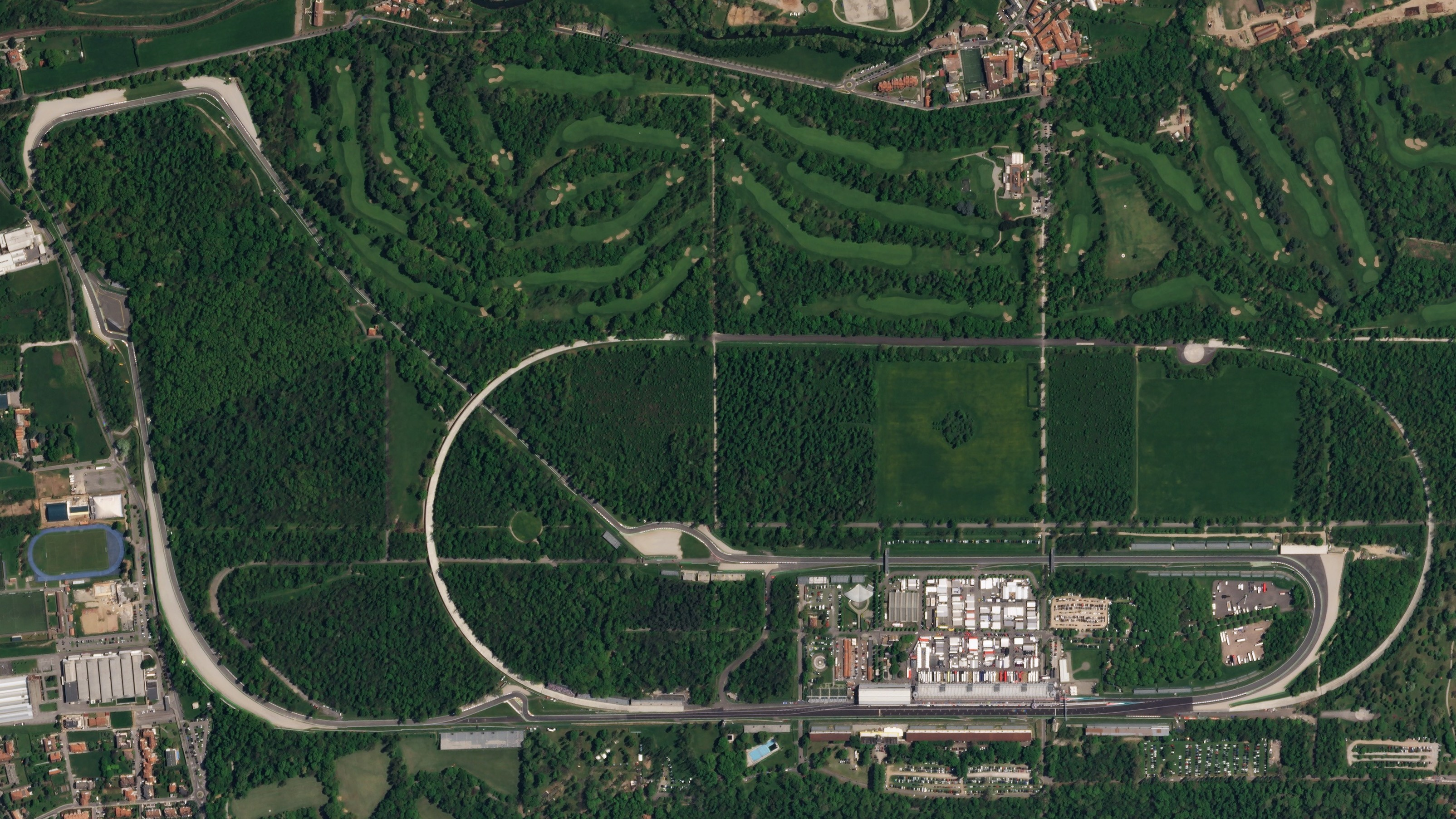
Luftaufnahme der Rennstrecke Autodromo Nazionale Monza (2018)

Im Park von Monza liegt die Rennstrecke Autodromo Nazionale di Monza, die seit 1922 Austragungsort des Großen Preises von Italien ist, welcher seit 1950 zur Formel-1-Weltmeisterschaft zählt. Der Lärmteppich in dem dichtbesiedelten Gebiet erstreckt sich über eine Fläche mit einem Radius von etwa 10 km. Der DKW Monza und der Opel Monza wurden nach dieser Rennstrecke benannt. An den Wochenenden können auch Amateure Runden drehen und herausfinden, wie schnell sie sind; an vielen anderen Tagen finden nicht minder lautstarke Reifentests und Motorenprüfungen statt. Von 2017 bis 2019 trug das Autodromo vorübergehend den Namen Monza ENI Circuit.
Der größte Fußballklub der Stadt, der AC Monza, spielt in der Saison 2022/23 in der Serie A. Seine Heimspiele trägt der Verein im Stadio Brianteo aus.
Die 100. Austragung des Giro d’Italia führt auf der letzten Etappe im Rahmen eines Einzelzeitfahrens vom Autodromo Nazionale di Monza nach Mailand. Weiters fungierte Monza zwischen den Jahren 1990 und 1994 als Zielort der Lombardei-Rundfahrt, die zu den Monumenten des Radsports zählt und eines der wichtigsten Eintagesrennen des Straßenradsports ist.
Eine Auswahl an weiteren Sportarten in welchen Klubs aus Monza vertreten sind oder in Monza angesiedelt sind:
- Volleyball
- Hockey
- Reitsport (im Park von Monza)
- Golf (ein Golfplatz mit 36 Löchern im Park von Monza)
- Basketball
- Polo (ein Polo-Feld im Park)
- Rugby
- Fechten

## Söhne und Töchter der Stadt
- Adaloald (602–626), König der Langobarden
- Francesco da Milano (1497–1543), bedeutender Komponist und Lautenist der Renaissance
- Giovanni Domenico Ripalta (* 16. Jahrhundert; † 17. Jahrhundert), Organist und Komponist
- Francesco della Porta (* um 1610; † 1666), Organist und Komponist
- Giuseppe Longhi (1766–1831), Kupferstecher
- Carlo Amati (1776–1852), Architekt
- Giacinto Amati (1778–1850), römisch-katholischer Theologe und Reiseschriftsteller
- Michael Maggi (1807–1881), italienisch-schweizerischer Unternehmer
- Maria Ludovika von Modena (1787–1816), 1808–1816 österreichische Kaiserin
- Paolo Mantegazza (1831–1910), Neurologe, Physiologe und Anthropologe
- Mosè Bianchi (1840–1904), Maler
- Vincenzo Appiani (1850–1932), Komponist, Pianist und Musikpädagoge
- Ernesto Ambrosini (1894–1951), Leichtathlet
- Placido Maria Cambiaghi (1900–1987), römisch-katholischer Geistlicher und Bischof von Novara
- Franco Tognini (1907–1980), Kunstturner
- Gualtiero Galmanini (1909–1976), Designer
- Federico Patellani (1911–1977), Fotograf
- Luigi Rovigatti (1912–1975), römisch-katholischer Geistlicher
- Salvatore Crippa (1914–1971), Radrennfahrer
- Roberto Crippa (1921–1972), Maler
- Eduard Gargitter (1928–2021), österreichischer Politiker (SPÖ)
- Giorgio Albani (1929–2015), Radrennfahrer
- Ernesto Brambilla (1934–2020), Automobil- und Motorradrennfahrer
- Vittorio Brambilla (1937–2001), Automobil- und Motorradrennfahrer
- Franco Galbiati (1938–2013), Sprinter
- Lorenzo Riva (1938–2023), Modedesigner der Haute Couture
- Roberto Osculati (* 1939), römisch-katholischer Theologe
- Armando Sardi (1940–2023), Sprinter
- Adriano Galliani (* 1944), Unternehmer und Fußball-Funktionär
- Vincenzo Di Mauro (* 1951), römisch-katholischer Priester, Alterzbischof ad personam von Vigevano
- Giampiero Consonni (* 1954), Automobilrennfahrer
- Alfio Peraboni (1954–2011), Segler
- Daniele Massaro (* 1961), Fußballspieler
- Maria Cristina Messa (* 1961), Ärztin, Hochschullehrerin und Politikerin
- Fabrizio Barbazza (* 1963), Autorennfahrer
- Filippo Galli (* 1963), Fußballspieler
- Molella (* 1964), DJ, Musikproduzent und Radiomoderator
- Simona Brambilla (* 1965), Ordensschwester und Kurienbeamtin
- Francesco Antonioli (* 1969), Fußballtorhüter
- Diego Brambilla (* 1969), Judoka
- Pierluigi Casiraghi (* 1969), Fußballspieler
- Elena Beccalli (* 1973), Wirtschaftswissenschaftlerin
- Giuseppe Civati (* 1975), Politiker
- Roberto Colombo (* 1975), Fußballtorhüter
- Alessia Mosca (* 1975), Politikerin
- Fortunato Zampaglione (* 1975), Songwriter und Sänger
- Flavio Pace (* 1977), römisch-katholischer Geistlicher, Kurienerzbischof
- Stefano Mauri (* 1980), Fußballspieler
- Luca Antonelli (* 1987), Fußballspieler
- Arianna Errigo (* 1988), Fechterin
- Mario Lambrughi (* 1992), Leichtathlet
- Matteo Pessina (* 1997), Fußballspieler
- Nicolò Cambiaghi (* 2000), Fußballspieler
- Giada Bianchi (* 2001), Beachvolleyballspielerin
- Giacomo Villa (* 2002), Radrennfahrer
- Nikolaj Memola (* 2003), Eiskunstläufer
- Camilla von Lattorff (* 2005), liechtensteinische Fußballspielerin